# Убаші
Убаші (1744 — 9 січня 1775) — останній калмицький хан у 1761—1771 роках.

## Життєпис
Другий син хана Дондук-Даши. Народився 1744 року. У 1758 Убаші був оголошений спадкоємцем ханського престолу і в 1761 призначений царським урядом новим «головним управителем» Калмицького ханства. Втім свої претензії на ханський трон заявив Цебек-Дорджі, син Галдан-Норбо і онук хана Дондук-Омбо, який вважався старшим у роді. Російська влада приготувала війська для захисту свого ставленика Убаші та Цебек-Дорджі змушений був втекти на Дон.
Серед суперників Убаші також були вдова хана Дондук-Омбо — княгиня Віра Дондукова та син хана Олексій. Княгиня з дозволу імператриці Катерини II оселилася в Єнотаєвську та вступила в управління Багацохурівським улусом — спадковим володінням хана Дондук-Омбо.
Російський уряд вирішив скористатися обставинами і обмежити ханську владу. Було вирішено створити «зарго» (раду) з 8 зайсанів — представників всіх калмицьких улусів. «Зарго» мало представляти свої вироки на затвердження хану, який не мав права відхиляти постанови ради. У разі незгоди між ханом і «зарго», суперечку між ними мала вирішувати російська адміністрація. Таке приниження ханської влади обурило Убаші. 1765 року в калмицькі улуси повернувся Цебек-Дорджи, який першим подав хану думку про відкочування в Джунгарію.
У 1769—1770 роках Убаші брав участь у військових діях на Північному Кавказі під час російсько-турецької війни. 1770 року Убаші посварився з генерал-майором Йоганном Медемом і повернувся з військом у свої кочів'я, що остаточно зумовило терміни виступу в Джунгарію.
Відхід калмиків на схід був ретельно розроблений і готувався протягом 4 років найближчим оточенням Убаші, серед яких були головний лама Лоузанг-Джалчин, нойони Цебек-Дорджі, Бамбар, Шейрен.
Рух калмицьких улусів розпочався наприкінці 1770 року. У січні 1771 року Убаші очолив відкочування близько 33 тисячі кибиток і близько 170 тисяч чоловік з Надволжя до Джунгарії. На Волзі залишилося лише близько 12 тисяч кибиток. Початковому успіху сприяло те, що яїцькі козаки, яким росіяни, наказали зупинити або перешкоджати переходу Яїком, фактично не виконали наказ, саботували їх.
15 квітня 1771 року калмики перейшли Мугоджарські гори. На шляху прямування, кибиткиУбаші регулярно піддавалися нападам з боку казахів, підвладних Нурали-хана та Абилай-хана, які відбиваючи дрібні групи від основного потоку, захоплювали в полон відсталих. Калмики постійно втрачали людей, худобу, майно. Щоб уникнути постійних сутичок з казахськими загонами, Убаші ухвалив рішення повести калмиків північною, безлюдною стороною озера Балхаш. Внаслідок чого вони підійшли до озера в липневу спеку, страждаючи від спраги. Люди і худоба кинулися у води солоного озера, внаслідок чого зазнали найбільшої поразки, зазнавши великих втрат у людях та худобі. Люди, що залишилися, в середині серпня того ж року досягли меж імперії Цін. В результаті Убаші втратив більше половини підданих, чим скористалися цінські війська, які оточили прибулих калмиків, змусивши Убаші погодитися на всі умови, насамперед поселитися у верхів'ях річки Ілі. Цінська влада зберегла за Убаші ханський титул із наданням почесного звання «Зоригту» («Хоробрий»).
Помер Убаші у Пекіні 1775 року.